# 90-60-90, diario secreto de una adolescente
90-60-90, diario secreto de una adolescente és una sèrie de televisió espanyola produïda per Diagonal TV i estrenada el 7 de setembre de 2009 en Antena 3.
Malgrat els seus baixos registres d'audiència, la cadena va decidir mantenir la sèrie fins al final, emetent l'últim episodi el dilluns 26 d'octubre, i sense renovació per a una segona temporada.

## Sinopsi
90-60-90 narra la vida de Mel (Esmeralda Moya), una adolescent òrfena de pare i, per un accident, també de mare. Al costat de la seva amiga Àfrica (Ana Rujas), els sortirà l'oportunitat de ser models per a l'agència I-Deal, dirigida per Chantal (Assumpta Serna) i el seu espòs Abe (Eduardo Velasco). Endinsant-se en els secrets del món de la moda, coneixeran a Bruno (Jesús Olmedo), que treballa de fotògraf en l'agència, divorciat de Mary Carmen (Fanny Gautier) i amb una filla, Llum (Nadia de Santiago). Entre Mel i Bruno sorgirà una relació sentimental fora del comú, ja que aquest li dobla l'edat a la jove.

## Repartiment
- Jesús Olmedo és Bruno Varela (fotògraf d'I-Deal i pare de Luz).
- Fanny Gautier és Mary Carmen Galán (mare de Luz).
- Esmeralda Moya és Melania "Mel" Álvarez (filla d'Eva, germana de Julia, model d'I-Deal i neboda de Luigi).
- Ana Rujas és Àfrica Villalba Serrano (amiga de Mel, ex de Leo, model d'I-Deal i promesa d'Alberto).
- Isak Ferriz és Domenico Maldini (booker d'Àfrica i Mel).
- Jordi Ballester és Luigi Santos (oncle de Mel i Júlia, germà d'Eva i promés de Norma).
- Eduardo Velasco és Abelardo "Abe" Mitre (excopropietario d'I-Deal, exmarit de Chantal i germà d'Alberto).
- Assumpta Serna és Chantal Casessis (directora de l'agència de models I-Deal).
- Nerea Garmendia és Silvia Comas (exmodelo d'I-Deal).
- Álex Adróver és Alberto Gavilán Cortès (estilista i fotògraf d'I-Deal, germà d'Abe i xicot d'Àfrica).
- Carla Campra és Júlia Álvarez (filla d'Eva, germana de Mel i neboda de Luigi).
- Marta Marco és Norma Carvajal (veïna d'Eva i xicota de Luigi).
- Nadia de Santiago és Luz Varela Galán (filla de Bruno i de Mary).
- Carmen Arévalo és Paloma (indigent i amiga de Júlia).
- Ana Gracia és Raquel Serrano (mare d'Àfrica i exdona d'Antonio).
- Pablo Penedo és Lauro Bayo (maquillador d'I-Deal).
- Adrián Marín és Dani Salcedo (antic amic de Mel).
- María Reyes és Gema (model d'I-Deal i amiga de Lauro).
- Alessandro Terranova és Leo (model d'I-Deal i ex d'Àfrica).
- Juanma Navas com Antonio Villalba (pare d'Àfrica i exmarit de Raquel)
- Silvia Medina és Eva Álvarez † (mare de Mel i Júlia i germana de Luigi).
- Karlos Klaumannsmoller és L'encarregat del super (Cap de Mel al supermercat).

## Capítols i audiències[3]

### Capítols
| # | Temp | Títol                 | Data d'emissió               | Hora  | Espectadors | Share |
| - | ---- | --------------------- | ---------------------------- | ----- | ----------- | ----- |
| 1 | 1x01 | «Mírame»              | Lunes 7 de setembre de 2009  | 22:00 | 2.199.000   | 14,5% |
| 2 | 1x02 | «La sal de la tierra» | Lunes 14 de setembre de 2009 | 22:00 | 1.984.000   | 13,2% |
| 3 | 1x03 | «Flores de hielo»     | Lunes 21 de setembre de 2009 | 22:00 | 1.795.000   | 11,2% |
| 4 | 1x04 | «I-Realidad»          | Lunes 28 de setembre de 2009 | 22:00 | 2.099.000   | 12,9% |
| 5 | 1x05 | «I-Nevitable»         | Lunes 5 d'octubre de 2009    | 22:00 | 2.039.000   | 12,9% |
| 6 | 1x06 | «Apocalipsis»         | Lunes 12 d'octubre de 2009   | 22:00 | 2.050.000   | 13,6% |
| 7 | 1x07 | «La terrible verdad»  | Lunes 19 d'octubre de 2009   | 22:00 | 2.239.000   | 14,1% |
| 8 | 1x08 | «Angel de la guarda»  | Lunes 26 d'octubre de 2009   | 22:00 | 2.297.000   | 15,7% |